# Baba Yabo
Pour les articles homonymes, voir Yabo.
 (novembre 2019).
Si vous disposez d'ouvrages ou d'articles de référence ou si vous connaissez des sites web de qualité traitant du thème abordé ici, merci de compléter l'article en donnant les références utiles à sa vérifiabilité et en les liant à la section « Notes et références ».
 (novembre 2019).
Baba Yabo (né Dehoumon Adjagnon le 13 mars 1925 à Porto-Novo et mort le 1er février 1985) est un humoriste et conteur béninois. Il est le père de Frédéric Joël Aïvo.

## Biographie
Baba Yabo est un comédien qui a révolutionné le monde du théâtre au Bénin dans les années 1980 avec sa troupe Towakonou et son fidèle compagnon Mister Okéké à Porto-Novo. Il exerce la profession de chauffeur au ministère des Finances au Bénin, puis au Lycée Toffa Ier de Porto-Novo.

## Carrière professionnelle
Il se lance dès son jeune âge dans le théâtre humoristique et dans le cinéma grâce à la troupe théâtrale dénommée Towa konou, une troupe qu’il fonde avec ses compagnons Mamoudou Eyissê alias Mister Okéké et Antoine Sokênou.

## Hommages
En hommage à l’artiste, une statue haute de 2 m érigée à Porto-Novo et grâce à la troupe théâtrale dénommée Towakonou a été inaugurée en 2017 par le ministre chargé de la culture,.

## Personnalités liées
Il est le père de Joel AIvo, homme politique Béninois.